# Apomecyna adspersaria
Apomecyna adspersaria là một loài bọ cánh cứng trong họ Cerambycidae.